# Piele (anatomie)
Pielea (cutis) constituie un înveliș neîntrerupt conjunctiv-epitelial care se continuă la nivelul marilor orificii (gură, nas etc.) cu o semimucoasă (parțial cheratinizată) și care, în interiorul cavităților respective, devine o mucoasă propriu-zisă. Pielea reprezintă o suprafață receptorie extrem de vastă, care asigură o sensibilitate diversă, protejează corpul de leziuni mecanice (răni) și microorganisme, participă la secretarea unor produse finale ale metabolismului și îndeplinește de asemenea un important rol de termoreglare, execută funcțiile de respirație, conține rezerve energetice, leagă mediul înconjurător cu tot organismul.

## Suprafața
Suprafața pielii nu e uniformă, pe ea fiind prezente orificii, cute și proeminențe.
Orificiile sunt de două tipuri: unele sunt mari, conducând în cavitățile naturale (gură, nas etc.) iar altele sunt mici, de-abia vizibile cu ochiul liber, dar bine vizibile cu lupa. Ultimele răspund fie foliculilor piloși (din acestea răsar fire de păr), fie glandelor sudoripare exocrine (porii). Toate orificiile, dar mai ales cele mari, precum și cele foliculare, sunt intens populate de microbi, fenomen ce explică frecvența mare a foliculitelor. Orificiile foliculare reprezintă totodată și locul unde absorbția percutanată a apei, electroliților, medicamentelor (unguente, creme etc.) și altor substanțe, este maximă.
Cutele pielii sunt de 2 feluri: congenitale (sau structurale) și funcționale, ultimele apărând odată cu îmbătrânirea și scăderea elasticității. 
Cutele structurale sunt fie  cute mari (plica axilară, inghinală etc.), fie microcute. 
Cutele mari au unele particularități fiziopatologice ca: umiditatea mai mare față de restul pielii, un pH alcalin sau neutru, pilozitate mai accentuată. Datorită acestor caractere, ele pot prezenta unele îmbolnăviri specifice ca: micoze, fisuri, intetrigo etc.
Cutele mici sau microcutele sunt prezente pe toată suprafața pielii reunind orificiile porilor; ele determină astfel mici suprafețe romboidale, care constituie expresia unei elasticități normale. Aceste microcute dispar la nivelul cicatricelor, în stările de atrofie epidermică sau de scleroză dermică (sclerodermice). La nivelul palmelor și plantelor microcutele sunt așezate în linii arcuate dispuse paralel, realizând amprentele, cu caractere transmisibile ereditar, importante pentru identificarea juridică a individului. Crestele dintre cute, dispuse de asemenea în linii paralele, prezintă pe ele orificiile porilor sudoripari.
Cutele funcționale se constituie ca urmare a scăderii elasticității cutanate și a contracțiilor musculare (riduri).
Culoarea pielii depinde de: 
- cantitatea de pigment melanic care conferă nuanțe de la pielea albă (lipsa pigmentului), până la cea neagră (excesul de melanină). Cantitatea de melanină este determinată genetic, dar variațiile culorii pielii, după latitudinea geografică (de la pol la ecuator), arată și o adaptare. Melanina variază între anumite limite și în funcție de expunerea la razele ultraviolete.
- gradul de vascularizație capilară determină nuanța roz-roșie. Vascularizația mai abundentă a feții produce și anumite particularități morbide regionale: bolile congestive ale feței sunt mai numeroase. Culoarea pielii depinde și de cantitatea de hemoglobină (paloarea în anemii). Pielea copiilor mici este bogat vascularizată și mai subțire, motiv pentru care are o nuanță rozalie.
- grosimea pielii influențează culoarea ei: pielea copiilor mici e mai subțire și mai roză, pielea de pe palme și plante are o culoare gălbuie datorită stratului cornos (keratinei) mai ales în condiții de hiperkeratoză. Abundența keratohialinei (strat granulos) conferă pielii o culoare albă.

Mucoasele sunt mai subțiri decât epidermul; keratina, keratohialina și melanina, în mod normal, la acest nivel, lipsesc, astfel că ele sunt transparente, permițând să se perceapă vascularizația din profunzime, de unde culoarea lor roșie.
În stările leucoplazice (leucos=alb) apare keratina și keratohialina și suprafețele morbide devin albe și mai rugoase.
Pigmentogeneza copiilor sub 1 an este deficitară, ca și acomodarea lor la razele solare, la ei apărând mai ușor arsurile actinice, după expuneri la soare sau raze ultraviolete.
Suprafața pielii, la un om matur de talie mijlocie, e de 1,5-1,8 m2. Greutatea ei totală este circa 20% din greutatea corpului (în medie 14–16 kg), din care circa 15% este reprezentat de hipoderm (cu variații largi în raport cu corpolența), circa 5% de derm și sub 1% de epiderm.
Grosimea pielii variază după regiuni: e subțire pe față, frunte, în zonele genitale, este mai groasă pe toracele anterior, pe abdomen și pe marile pliuri. Grosimea crește pe spate și pe suprefețele extensorice ale membrelor, cea mai mare grosime o are pe palme și pe tălpi. Dintre straturile pielii epidermul e cel mai subțire (între 0,03 și 1 mm), dermul este mai gros (are între 0,5-0,8 mm la față, 2 mm pe torace și 2,5), iar hipodermul are variații mari, în funcție de zonă.
Elasticitatea pielii se datorează, în primul rând, sistemului fibrilar dermic și mai ales fibrelor elastice. Datorită lor pielea e depresibilă. La elasticitatea ei contribuie și paniculul adipos, ai cărui lobuli grăsoși, înveliți într-un țesut conjunctivo-elastic, funcționează ca niște mingi minuscule de cauciuc ce se deprimă la apăsare, după care însă revin la forma anterioară.
Elasticitatea scade cu vârsta și dispare în stările edematoase sau de scleroză cutanată. Datorită elasticității, plăgile devin mai mari decât suprafața secționată, iar excizatele de piele (grefele) mai mici decât suprafața prelevată.
Mobilitatea pielii este variabilă: față de planurile profunde este ușor mobilizabilă la față, torace, membre, penis și puțin mobilizabilă la nivelul palmelor, tălpilor, pe pavilioanele urechilor și pe aripile nazale. Ea scade în procesele de scleroză (cicatrici, scleroze secundare, sclerodermii esențiale).

## Funcțiile pielii
- funcția de apărare, împiedică pătrunderea unor agenți patogeni în organism (bacterii, substanțe toxice, radiații)
- funcția termoregulatoare ajuta la menținerea unei temperaturi constante a corpului, pentru evitarea supraîncălzirii reduce temperatura prin evaporarea apei din sudoare, la o temperatură scăzută pentru reducerea pierderii temperaturii corporale, firele de păr prin Musculus arrector pili se zbârlesc pielea având aspectul de piele de găină..
- funcția de apărare față de razele ultraviolete la animale această funcție e realizată de blană sau pene, la om stratul cornos stratum corneum absoarbe și reflectă cam 50% din radiații, absorbirea radiațiilor se realizează prin pigmentul din piele melanină producând bronzarea pielii, la o expunere extremă la aceste radiații se poate produce cancerul de piele.
- pielea ca rezervor de celule embrionare această funcție este folosită de chirurgie în transplanturi.
- funcția imunologică a pielii este realizată de celulele Langerhans din piele.
- funcția de organ de simț este una din funcțiile de comunicare a pielii cu mediul înconjurător, aceasta fiind îndeplinit de receptorii: 
  - de durere (fiind până la 200/cm2),
  - de presiune (corpusculii Vater-Pacini),
  - termoreceptorii (corpusculii Krause),
  - receptorii la întindere (corpusculii Ruffini),
  - receptorii tactili sunt mai deși la buze, degete, limbă, mamelon, organele genitale externe (corpusculii Meissner și celulele Merkel).
- funcția de camuflaj, dacă pielea este goală sau acoperită cu blană, solzi sau pene, pielea are structuri de protecție, de colorație care ajută pentru a ascunde animalele de prădători sau pradă.

## Structura microscopică

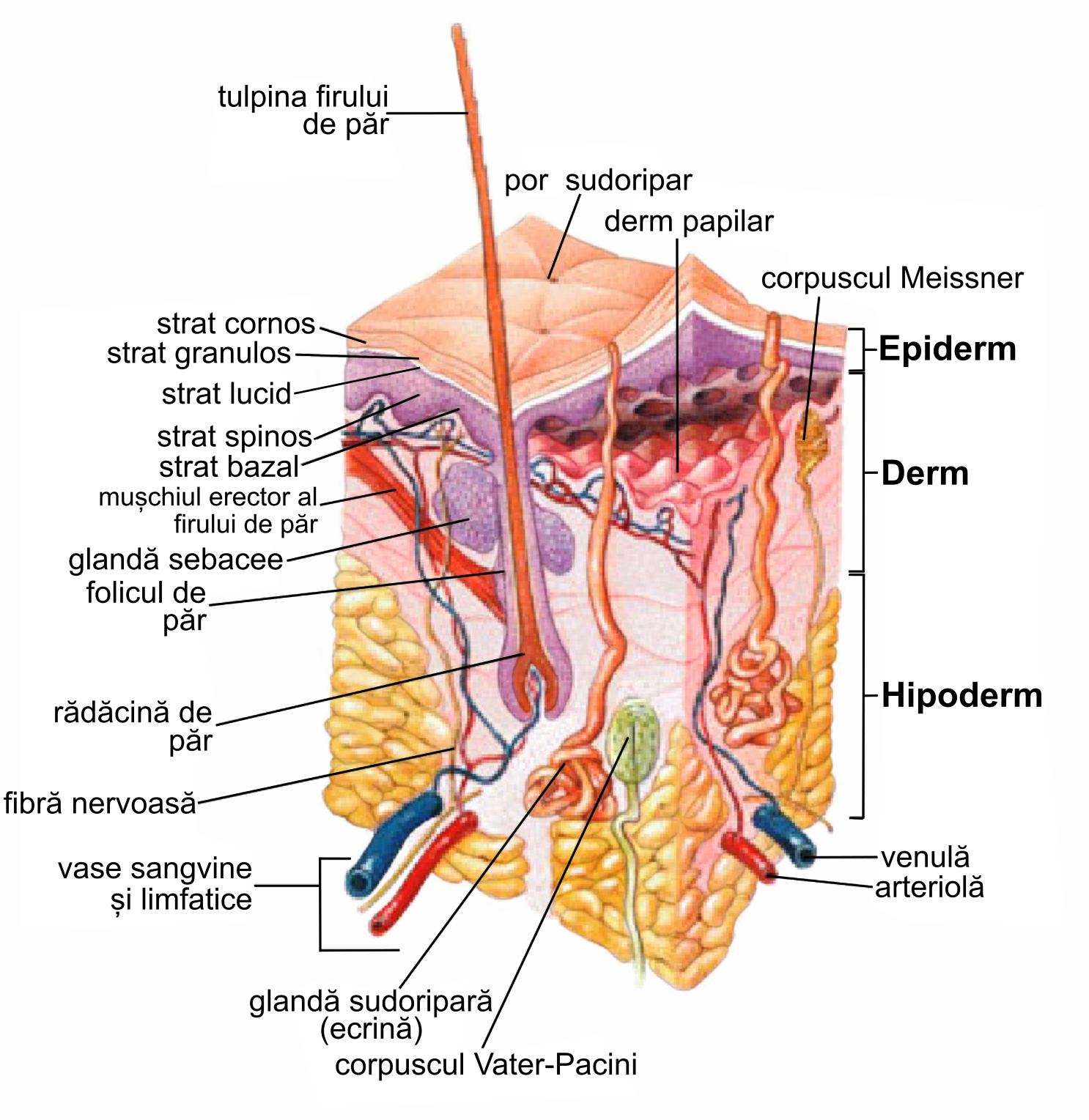
Structura pielii

Pielea este constituită din trei învelișuri: epidermul de origine ectodermică, dermul și hipodermul (stratul celular subcutanat) de origine mezodermică (mezenchimală).

### Epidermul
Epidermul este alcătuit dintr-un epiteliu stratificat și pavimentos, cornificat, celulele sale fiind în permanență regenerare. El este lipsit de vase sangvine, nutriția celulelor are loc prin difuzarea limfei interstițiale din derm, prin intermediul membranei bazale și prin spațiile înguste (de cca 10 milimicroni), care separă între ele celulele vitale ale acestui strat. Epidermul este un protector mecanic contra pierderilor de apă din straturile profunde ale pielii și împiedică pătrunderea microbilor în ele.
Celulele epidermului se împart, după origine, aspect microscopic și funcții, în două linii distincte: keratinocitele, care constituie marea majoritate a masei celulare și melanocitele, mult mai puțin numeroase.
Keratinocitele provin din celulele stratului bazal, care se divid permanent, celulele fiice fiind împinse spre suprafață. Se realizează astfel o mișcare celulară lentă ascendentă, în cursul căreia ele se încarcă progresiv cu keratină. Melanocitele elaborează pigmentul melanic, care, eliberat din ele, este stocat atât în celulele epidermice (mai ales în stratul bazal) cât și în macrofagele dermice, care astfel devin melanofore. Embriologic, ele provin din creasta neurală sub forma de metaboliști care în cursul primelor luni de viață fetală migrează spre unele regiuni din sistemul nervos central (tuber cinereum, locus niger etc.), în peritoneu și în piele. În piele se așază între celulele bazale.

#### Stratul bazal

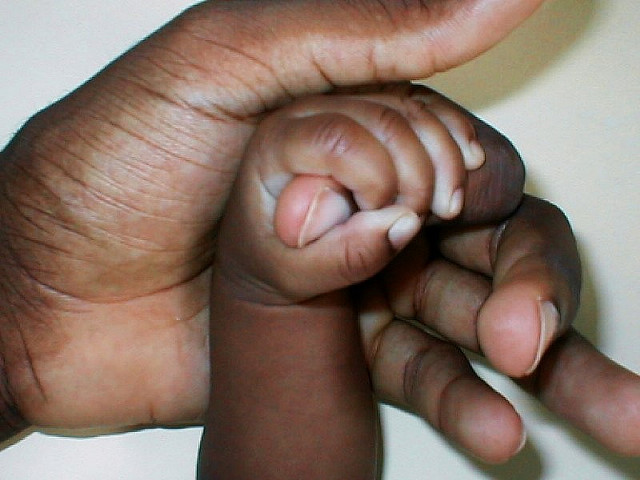

Stratul bazal (sau generator) este cel mai profund, fiind în contact cu membrana bazală. Celulele sale au un nucleu mare situat apical. La polul apical sunt dispuse granule de melanină, care are un rol fotoprotector, ferind acizii nucleici (mai ales ADN) de razele ultraviolete, cu acțiune inhibantă asupra acestora.
Între celulele bazale se găsesc melanocitele și corpusculii senzoriali Merkel-Ranvier.

#### Stratul spinos
Stratul spinos este situat imediat deasupra celui bazal, din care provine. În mod normal, el este alcătuit din 6-15 rânduri de celule poliedrice, care pe măsură ce urcă spre suprafață devin tot mai turtite. Ele sunt mai acidofile decât cele bazale, dar sunt vitale, acest strat fiind sediul unor transformări importante în eczemă, în metaplazii și în alte numeroase afecțiuni. Celulele sunt separate prin spații înguste de cca 10 milimicroni, prin care circulă limfa interstițială nutritivă, rare celule limfocitare și terminații nervoase amielinice. Aceste spații reunite constituie "sistemul lacunar epidermic" în care coeziunea celulară e menținută prin punți intercelulare.
Citoplasma celulelor se caracterizează pe lângă formațiunile obișnuite, prin filamente dispuse în mănunchiuri, numite tonofibrile. Ele au un rol important în sinteza keratinei (precursori).

#### Stratul granulos
Stratul granulos este situat deasupra celui precedent, fiind compus din 1-5 rânduri de celule turtite. Caracteristica lor e abundența granulațiilor citoplasmatice de keratohialină.
Formează o barieră care împiedică pierderea apei. Această barieră este însă penetrată de gaze, lipide, vitamine, enzime, hormoni sexuali, radiații, glucoză, dar și de substanțe nocive (ex. nicotina).

#### Stratul lucid
Stratul lucid, numit și stratul cornos bazal, e format din celule bogate în glicogen, eleidină și grăsimi. Prezența glicogenului atestă existența unor procese vitale necesare etapelor finale în sinteza keratinei. Acest strat este ultimul strat vital al epidermului, care, împreună cu stratul cornos profund, constituie așa-numita "barieră epidermică" (protejând împotriva apei, substanțelor chimice și microorganismelor).

### Stratul cornos
Stratul cornos este cel mai superficial. El este alcătuit din două straturi: stratul cornos profund sau conjunct și cel superficial sau disjunct numit și exfoliator. În cel profund celulele cornoase sunt alipite, în cel superficial celulele au conexiuni laxe, desprinzându-se la suprafață.
Celulele cornoase normale au formă de solzi, nucleul este dispărut ca și organitele celulare, iar celula apare ca un sac format dintr-un înveliș de keratină și un conținut bogat în grăsimi osmiofile (lipoide de colesterol). Deasupra stratului cornos și amestecat cu celulele stratului disjunct, se găsește un strat funcțional (fiziologic) rezultat din prelingerea secreției sudoripare și sebacee, și din debriurile celulelor cornoase și a substanței intercelulare. Acest strat numit filmul sau mantaua (pelicula) lipo-proteică acidă a pielii (pH=4,5-5,5), conferă o protecție față de microorganisme și față de substanțele chimice. Pe suprafața pielii și între celulele stratului disjunct, se găsesc microorganisme din flora saprofită. Numărul acestor germeni scade treptat spre profunzime, ei fiind opriți la nivelul stratului conjunctiv.

### Dermul
Dermul constituie scheletul nerezistent conjunctivo-fibros al pielii. El este separat (și totodată reunit) de epiderm prin membrana bazală.

#### Membrana bazală
Membrana bazală este alcătuită dintr-o împletire de fibre epidermice și dermice. Ea îndeplinește o funcție de filtru selectiv, pentru substanțele provenite din derm și care servesc la nutriția epidermului, dar constituie și a doua „barieră" pentru substanțele ce ar putea pătrunde din epiderm.

#### Straturile
Dermul este compus din două straturi. Stratul superficial subepidermic cuprinde papilele dermice și o zonă subțire situată sub ele. El este denumit strat subpapilar și se caracterizează prin elemente fibrilare gracile, elemente celulare mai numeroase, substanța fundamentală mai abundentă și o vascularizație și inervație bogată (plexuri subpapilare). Stratul profund numit dermul propriu-zis sau corionul este mult mai gros, este mult mai rezistent și e compus preponderent din fibre colagenice, elastice și reticulare.Pielea este 7% din greutatea corporala.

#### Celulele
Celulele sunt prezentate de fibroblaști, fibrociți, histocite, mastocite, limfocite și plasmocite cu specificul lor funcțional.

#### Substanța fundamentală
Substanța fundamentală afară de mucopolizaharide acide e bogată în apă, conține săruri (mai ales sodiu și calciu), proteine, glicoproteine și lipoproteine, glucoză (care la acest nivel are o concentrație identică cu cea din plasmă, în timp ce în epiderm este redusă la 1/3).

### Hipodermul
Hipodermul este stratul care separă pielea de straturile subiacente. El este alcătuit din lobuli de celule grase (lipocite) conținând trigliceride, cu rol de rezervă nutritivă și de izolator termic și mecanic. Acești lobuli sunt separați prin septe conjunctive, în care se găsesc vase și nervi.
O structură tegumentară mai deosebită este linia apocrină. Ea se întinde de la axilă, în regiunea mamelonară și coboară convergent lateral spre perineu. Este alcătuită din aglomerări celulare clare ce, structural, se apropie de celulele glandulare mamare. În această accepțiune glanda mamară poate fi privită ca o glandă apocrină enormă cu o structură corelată cu funcția sa secretorie.
Între modalitatea secretorie a glandei mamare și glandele apocrine sunt relații apropiate, în sensul că:
- celulele secretă un conținut bogat de proteine;
- tipul celular secretor se caracterizează prin „decapitarea" polului secretor al celulelor glandulare.

## Anexele pielii
Anexele cutanate sunt reprezenate de fanerele (anexe cornoase) și glandele pielii (anexele glandulare).

### Fanerele
Fanerele sunt organe anexe ale pielii diferențiate la suprafața ei, cu funcție de apărare a organismului, fiind prezente la om sub forma unghiilor și a părului.

#### Unghia
Unghia (unguis) este formată dintr-o lamă cornoasă dură, distală, numită corpul unghiei (corpus unguis), alcătuit din limbul și patul unghial și o rădăcină (radix unguis), situată proximal, corespunzând părții acoperite de un repliu cutanat, numit plica supraunghială, care se prelungește pe laturile unghiei. Plica acoperă lunula, porțiunea rozalie, palidă, semilunară a corpului, care în profunzime se continuă cu rădăcina.
Lama unghială e formată dintr-o porțiune superficială dură și un strat profund moale. Stratul dur este regenerat de matricea unghială (porțiunea cea mai profundă a rădăcinei), în timp ce stratul moale ia naștere prin cornificarea celulelor patului unghial, pe care este dispusă unghia. Sub marginea liberă a unghiei se găsește șanțul subunghial, la nivelul căruia stratul cornos al epidermei se continuă cu unghia, formând hiponichium-ul. Limbul unghiei este unghia propriu-zisă și este format din celule solzoase, cheratinizate. Cele de la suprafața limbului se continuă la nivelul plicii supraunghiale cu stratul cornos al epidermului formând eponichium (perionix).

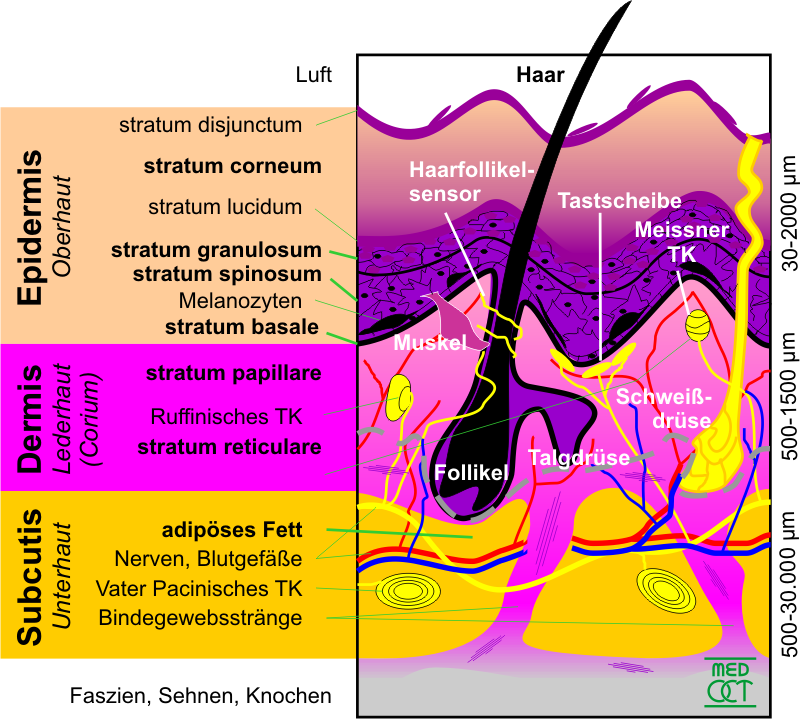
Strucura pielii umane cu un folicul pilos (rădăcina firului de păr)

#### Părul
Firul de păr este alcătuit din două părți: una externă, vizibilă, liberă, numită tulpină sau tijă, și o parte ascunsă profund în derm, numită rădăcină (radix pili), aflată în foliculul pilosebaceu. Rădăcina se termină cu o parte umflată ca o măciucă, numită bulb al părului (bulbi pili). Creșterea părului se produce în regiunea bulbului. Acesta, în partea sa cea mai profundă, prezintă o scobitură în care pătrunde papila dermică nutritivă a părului, intens vascularizată. Culoarea firelor de păr este diferită: blondă, roșie, castanie, neagră. Ea este determinată de un pigment brun-grăunțos sau roșiatic, care se formează în bulb. Părul alb al senectuții se datorează pătrunderii aerului în tijă.
Tija se dezvoltă din epiderm și este cornoasă, flexibilă, elastică, cu grosimea între 0,006-0,6 mm și cu lungimea care variază de la câțiva milimetri până la peste un metru. Lungimea și densitatea variază regional și este legată de sex, pilozitatea fiind mai accentuată în regiunea capului, pe față la bărbat, în axile, în regiunea pubiană, pe torace și pe abdomen (la bărbat).
Foliculul pilosebaceu reprezintă o invaginație în profunzime a pielii, a cărei vârf ajunge până în hipoderm. El conține firul de păr și are anexate glanda sebacee și o fibră musculară netedă, mușchiul piloerector.

## Glandele pielii

### Glanda sebacee
Glanda sebacee este glanda acinoasă (în ciorchină). Ea este holocrină, sebumul secretat luând naștere prin degenerescența groasă a celulelor care căptușesc pereții glandei. În regiunile numite seboreice (nas, frunte, menton, ureche, mediosternal etc.) aceste glande sunt hipertrofiate, conferind regiunilor respective o onctuozitate și o reactivitate particulară. Funcția acestor glande este endocrino-dependentă (sistemul hipofizo-steroidic cortico-suprarenal și sexual). Ele secretă grăsimea pielii (sebumul), care unge stratul cornificat al epidermusului și părul, îi apără de apă, microorganisme și înmoaie pielea. Canalele glandelor sebacee se deschid de obicei în sacii pieloși.

### Glandele sudoripare
Glandele sudoripare sunt tubulare, fiind terminate cu un glomerul secretor. Ele sunt de două tipuri: glandele ecrine mai mici, dispuse pe aproape toată suprafața corpului și care se deschid direct la suprafața epidermului prin pori și glandele apocrine, mult mai mari, dispuse numai la nivelul axilelor, în jurul mamelonului și la perineu.
Glandele ecrine elimină produsul fără a modifica structura celulelor, ce rămân intacte: sudoarea elaborată de ele e apoasă și bogată în săruri, cu un pH acid, fără conținut proteic sau părți din celulele secretante.
Glandele apocrine sunt merocrine: secreția lor rezultă în parte din eliminarea unei părți din celulele secretoare. Ele intră în funcționare după pubertate, fapt ce arată endocrino-dependența lor. Ele se varsă în infundibulul folicular, sudoarea lor este mai vâscoasă, mai bogată în proteine și are un pH neutru, ceea ce explică infecția lor frecventă. Glandele sudoripare secretă sudoarea, care conține mari cantități de apă care se evaporă, reglându-se astfel temperatura corpului. În afară de apă, sudoarea conține produsele metabolismului azotat (ureea) și diferite săruri.